# Pont-Bellanger
Pont-Bellanger är en kommun i departementet Calvados i regionen Normandie i norra Frankrike. Kommunen ligger i kantonen Saint-Sever-Calvados som ligger i arrondissementet Vire. År 2022 hade Pont-Bellanger 64 invånare.

## Befolkningsutveckling
Antalet invånare i kommunen Pont-Bellanger
Referens:INSEE